# Aktuelle Kamera
Aktuelle Kamera (tiếng Việt: Camera Hiện tại) là chương trình thời sự chính của đài DFF, đài truyền hình quốc gia của Cộng hòa Dân chủ Đức. Bắt đầu phát sóng từ ngày 21 tháng 12 năm 1952, phát sóng hàng ngày từ 11 tháng 10 năm 1957 và dừng sóng vào ngày 14 tháng 12 năm 1990, Aktuelle Kamera là một trong những công cụ tuyên truyền chính của Chính phủ Đông Đức.

## Lịch sử

Aktuelle Kamera trên một bộ thu phát truyền hình Rembrandt, từ Đông Đức những năm 1950-1960.

### 1960-1988
Bản phát chính của Aktuelle Kamera được chiếu vào lúc 20:00 cho đến khi chuyển đến 19:30 vào những năm 1960, để không lặp vào những chương trình thời sự Tây Đức - Tagesschau của ARD lúc 20:00 và heute của ZDF lúc 19:00, khá phổ biến ở Đông Đức. Thời lượng chương trình ban đầu là 20 phút, từ năm 1972 được mở rộng thành 30 phút.
Từ giữa thập niên 1970, một bản Aktuelle Kamera dài 30 phút cũng được phát trên DFF2 (DFF2 bắt đầu phát sóng từ 3 tháng 10 năm 1969) vào khoảng 21:30. Trước đó, hai kênh DFF1 và DFF2 đều có chung lịch phát sóng, và chương trình chung được lặp lại vào lúc DFF1 mở sóng từ 9:30 (sau này là 8:30) hôm sau, trước khi phát những chương trình giáo dục đồng sản xuất với Bộ Giáo dục.
Những bản tổng kết tin tức ngắn được thêm vào sau khi thời lượng phát sóng tăng. Thường thì sẽ có một bản tin trưa sau khi phát xong các bản tin sáng (tầm giữa 12:00 - 13:00) và một bản tin chiều lúc 17:00 trên DFF1. DFF2 luôn bắt đầu buổi tối bằng một bản tin Aktuelle Kamera vào lúc 18:45, rồi mốc thời gian được sửa thành 17:45 và sau rốt 18:55. Tin tức đêm được thêm vào cuối những năm 1970 khi DFF1 chiếu một bản tổng kết những đầu mục tin tức trong ngày vào khoảng 22:00. Từ những năm 1980s, đầu mục tin tức Aktuelle Kamera cuối ngày là chương trình cuối trước khi tắt sóng.

Logo Aktuelle Kamera từ 1973-1989

### 1989-1990 (Cách mạng 1989)
Từ tháng 10 1989, gần 1 tháng trước khi Bức tường Berlin sụp đổ, Aktuelle Kamera giảm dần việc kiểm duyệt và bắt đầu phát tin về những sự kiện sẽ dẫn tới việc Đông Đức sụp đổ. Vào ngày 16 tháng 10, Aktuelle Kamera đưa tin về những cuộc biểu tình chống chính phủ khổng lồ mỗi thứ hai ở Leipzig. Hai ngày sau, Aktuelle Kamera cũng đưa tin về cuộc họp khẩn cấp của Đảng Xã hội chủ nghĩa Thống nhất Đức, cuộc họp này loại bỏ nhiều thành viên lãnh đạo (bao gồm Tổng Bí thư Erich Honecker) và một số thành viên của Ủy ban Chấp hành.
Vào ngày 30 tháng 12, Aktuelle Kamera trên DDR-F2 được đổi tên thành AK Zwo. 3 tháng sau, kiểu trình bày của AK Zwo được đưa sang DDR-F1 vào ngày 12 tháng 3 năm 1990. Buổi phát trưa, lúc này cố định ở 12:50, mang tên AK am Mittag (AK buổi trưa), buổi phát chính 19:30 mang tên AK am Abend (AK buổi tối) còn những bản tin ngắn mang tên AK-Nachrichten (Thời sự AK) hay AK-Kurznachrichten.
Aktuelle Kamera có đưa tin về sự kiện thống nhất nước Đức và Đông Đức sụp đổ vào ngày 2 đến 3 tháng 10 năm 1990.

## Lịch phát sóng & sự phổ biến
Trên thực tế, khán giả truyền hình thường bỏ qua Aktuelle Kamera đơn giản vì họ thích xem thời sự của ARD và ZDF hơn. Để ngăn chặn việc này, khi chuyển đổi thành phát sóng màu, chính quyền Đông Đức tiếp thu chuẩn SECAM thay vì PAL, chặn tín hiệu truyền hình màu Tây Đức (dù đa phần vô tuyến Đông Đức lúc đó là đen trắng, mà việc không xem được màu cũng chẳng phải chuyện lớn). Người dân phản ứng bằng việc mua những bộ chuyển đổi tín hiệu PAL, và sau đó khi chính phủ dừng coi việc Republikflucht via Fernsehen ("Chạy trốn nước Cộng hòa qua vô tuyến truyền hình"), Đông Đức bắt đầu sản xuất những bộ truyền hình nhận được cả hai loại tín hiệu SECAM và PAL.
Aktuelle Kamera là ví dụ cho chương trình thời sự Estonia Aktuaalne kaamera, phát sóng lần đầu trên Eesti Televisioon vào 11 tháng 5 1956. Hiện tại, Aktuaalne Kaamera vẫn đang được chiếu ở Estonia kể cả sau khi chính quyền Cộng sản sụp đổ.

## Kiểm duyệt
Lúc đầu, Aktuelle Kamera (theo chuẩn Khối phía Đông) là một chương trình khá tiêu cực với chính phủ, do truyền hình lúc đó chưa phải là một cái gì đó quá lớn. Việc này thay đổi khi Aktuelle Kamera đưa tin đúng về một thứ đáng lẽ ra họ nên bỏ qua - Nổi dậy tại Đông Đức 1953; và kết quả là chương trình phải tự kiểm duyệt, giám đốc đài bị sa thải và trong suốt 37 năm sau Aktuelle Kamera đưa tin từ nguồn chính thức như báo chí và truyền thanh. Những tin trên đài, trừ một số ví dụ ít ỏi, quảng bá Xã hội chủ nghĩa và hạ thấp Khối phía Tây, cho đến năm 1989.